# Topana (gmina)
Topoana – gmina w Rumunii, w okręgu Aluta. Obejmuje miejscowości Cândelești, Ciorâca, Cojgărei, Topana i Ungureni. W 2011 roku liczyła 991 mieszkańców.